# Lincoln Township (comté de Pocahontas, Iowa)
Lincoln Township est un township du comté de Pocahontas en Iowa, aux États-Unis,.
Le township est fondé en 1872 et nommé Carter Township. Les habitants n'étaient pas satisfaits du nom et après un vote populaire, le nom est changé en Lincoln, en référence à Abraham Lincoln, président des États-Unis.

## Source de la traduction
- (en) Cet article est partiellement ou en totalité issu de l’article de Wikipédia en anglais intitulé « Lincoln Township, Pocahontas County, Iowa » (voir la liste des auteurs).